# ママラジ
ママラジは2006年4月1日から2008年3月30日まで山形放送（YBCラジオ）で、毎週日曜日に放送されていた「育児」や｢子育て｣、「母親」をテーマにしたラジオ番組である。
番組のキャッチコピーは、「ママ達が作る子育て応援ラジオ・ママラジ」。

## 放送内容
この番組では、小学生未満の子供と母親に「これからの教育とは」「自分の母親はこうあるべき」などといった意見を取り入れた作り方をしていく。なお、番組は母親・子供のみならず、父親・老人も一応ターゲットにしている。
番組ホームページ「ママラジドットコム」は、YBCと山形市内の印刷会社「アサヒ印刷」が共同で運営していた（アサヒ印刷は無料頒布の子育て情報誌「mamaid（マーメイド）」の発行元でもある）。

## パーソナリティ
- AKEMI（地元出身のシンガーソングライター・農家兼母親）
- 大友まさみ（フリーアナウンサー兼母親、かつて『パワー全開!GO!GO!KIDS!』を担当していた。）

## 放送時間
時刻表記はすべて(JST)
- 2006年4月1日 - 2007年3月31日　土曜12:30-13:00
- 2007年4月8日 - 2008年3月30日　日曜11:30-12:00

## ママラジスペシャル
ライオンの提供で、「ライオンPresents ママラジ（○○○○）スペシャル」（○の中にはテーマが入り、たとえば「お口の健康」「親と子の健康」等が入る）と題し、イオン山形南ショッピングセンター（ジャスコ山形南店）から、レギュラー放送日でない翌日の日曜日の昼（当時）、「ALL REQUEST PROGRAM オーレオーレ!」の時間を繰り下げ・短縮し、レギュラー番組と同じ30分枠にて公開生放送する。2006年6月26日が初回の放送で、10月1日に2回目が放送された。
3回目のママラジスペシャルは、イオン山形南ショッピングセンター協賛で2007年5月12日、母の日前日の午後1時から55分間放送された。不定期でスペシャル版が幾度か編成されたのはこの日のみである。

## 特別番組による放送時間変更（当時）
日清食品提供「マギー審司の耳よりラジオ」（こちらも不定期放送）と、ヤマザワ主催の「山形県女子駅伝競走」の中継放送がそれぞれオンエアされた場合、ママラジは30分ないしは1時間繰り下げて12:00か12:30から。後続番組「ALL REQUEST PROGRAM オーレオーレ!」も30分繰り下げられるが、その分時間が短縮される。
| 山形放送（YBCラジオ） 土曜12:30 - 13:00 （2006.04 - 2007.03） | 山形放送（YBCラジオ） 土曜12:30 - 13:00 （2006.04 - 2007.03） | 山形放送（YBCラジオ） 土曜12:30 - 13:00 （2006.04 - 2007.03） |
| 前番組                                                        | 番組名                                                        | 次番組                                                        |
| ------------------------------------------------------------- | ------------------------------------------------------------- | ------------------------------------------------------------- |
| 12:25 シネマ・JUMBO! 12:55 エキサイティング・スポーツウェイブ | ママラジ                                                      | 高田純次・河合美智子の東京パラダイス （→日曜16:00に移動）     |
| 山形放送（YBCラジオ） 日曜11:30 - 12:00 （2007.04 - 2008.03） |                                                               |                                                               |
| 高田純次・河合美智子の東京パラダイス                          | ママラジ                                                      | 柴田理恵の井戸端ラヂオ                                        |